# Aalborg Boldspilklub 2011-2012
Questa pagina contiene le informazioni riguardianti l'Aalborg Boldspilklub nelle competizioni ufficiali della stagione 2011-2012.

## Rosa
| N. |                      | Ruolo | Calciatore            |
| -- | -------------------- | ----- | --------------------- |
| 1  | Danimarca (bandiera) | P     | Nicolai Larsen        |
| 2  | Danimarca (bandiera) | D     | Patrick Kristensen    |
| 3  | Norvegia (bandiera)  | D     | Kjetil Wæhler         |
| 4  | Danimarca (bandiera) | D     | Lasse Nielsen         |
| 5  | Danimarca (bandiera) | D     | Kenneth Emil Petersen |
| 7  | Danimarca (bandiera) | C     | Anders Due            |
| 8  | Danimarca (bandiera) | C     | Rasmus Würtz          |
| 9  | Danimarca (bandiera) | C     | Thomas Augustinussen  |
| 10 | Danimarca (bandiera) | A     | Jeppe Curth           |
| 11 | Danimarca (bandiera) | A     | Nicklas Helenius      |
| 14 | Danimarca (bandiera) | C     | Mathias Wichmann      |
| 15 | Argentina (bandiera) | D     | Lucho                 |

| N. |                        | Ruolo | Calciatore            |
| -- | ---------------------- | ----- | --------------------- |
| 16 | Danimarca (bandiera)   | D     | Kasper Bøgelund       |
| 17 | Stati Uniti (bandiera) | A     | Chris Rolfe           |
| 18 | Danimarca (bandiera)   | C     | Lucas Andersen        |
| 20 | Danimarca (bandiera)   | A     | Henrik Dalsgaard      |
| 21 | Danimarca (bandiera)   | D     | Nicholas Gotfredsen   |
| 22 | Danimarca (bandiera)   | P     | Carsten Christensen   |
| 23 | Danimarca (bandiera)   | A     | Nikolaj Thomsen       |
| 26 | Danimarca (bandiera)   | D     | Jakob Ahlmann Nielsen |
| 29 | Danimarca (bandiera)   | A     | Rolf Toft             |
| 30 | Brasile (bandiera)     | A     | Kayke                 |
| 31 | Danimarca (bandiera)   | C     | Denis Dedović         |
| 33 | Danimarca (bandiera)   | C     | Kasper Kusk           |